# Abhidhamma Pitaka
Abhidhamma Pitaka (chiń. lunzang (論藏); kor. lonjang 논장; jap. ronzō ; wiet. luận tang, Tạng Luận; tyb. mngon.pa’i.sde.snod ; pol. skarbnica traktatów; chiń. huizang ; kor. hyejang ; jap. ezō ; wiet. huê tang; pol. skarbnica mądrości) – trzeci z trzech koszy Tipitaki.
Zawiera ona wysoce abstrakcyjne i filozoficzne wyjaśnienia doktryny buddyjskiej, kontrastujące z prostymi rozprawami Sutta Pitaki. Nauki te prowadzą do przemiany niewiedzy i pomieszania w jakich żyjemy. Zawierają więc teksty komentujące i wyjaśniające teksty Agamy i Nikayi, definicje terminów, sklasyfikowane kolejno nauki (w porządku liczbowym), podane systematycznie filozoficzne wyjaśnienia nauk itd. Przede wszystkim jednak teksty te interpretują dharmy w terminach ściśle pluralistycznego realizmu i wypracowują dokładną filozofię związków i relacji.
Abhidhamma Pitaka została spisana na tzw. Trzecim Soborze w Pataliputrze ok. 250 r. p.n.e. Do dziś przetrwały dwa takie zbiory: therawadinów i sarwastiwadinów. Zawierają one po 7 ksiąg lub traktatów, które chociaż zajmują się podobnymi tematami w zbliżony sposób, są w rzeczywistości dwoma niezależnymi zestawami prac.
1. Dhammasangani – klasyfikacja dharm (elementów)
2. Vibhanga – księga podziałów
3. Kathavatthu – wyjaśnienie kontrowersji
4. Puggalapannatti – opisy ludzi
5. Dhatukatha – dyskusje o zależnościach elementów
6. Yamaka – logiczna analiza
7. Patthana – księga powstawania

Sautrantikowie w ogóle nie uznają Abhidhamma Pitaki za naukę Buddy, gdyż według nich nauki Buddy reprezentują wyłącznie Vinaja i Sutta Pitaki. Czcigodny Nyanatiloka skomentował to następująco: Wbrew tym faktom [Nyanatiloka odwołuje się tu do argumentu o późniejszym pochodzeniu Abhidhamma Pitaki] nie może być ona w żaden sposób uważana za zniekształcenie czy przekręcenie nauki Buddy, ale raczej za próbę usystematyzowania wszystkich nauk zapisanych w sutrach i wyjaśniania ich z filozoficznego lub, bardziej poprawnie, z psychologicznego i fizjologicznego punktu widzenia.
Wczesne sutry mahajany, głównie sutry Pradżniaparamity, często krytykowały Abhidhamma Pitakę i dlatego głównym mówcą po Buddzie nie jest Sāriputta jako opiekun abhidhammy, tylko Sūbhuti.